# 里海区舰队
里海区舰队（羅馬化：Kaspiyskaya flotiliya），是俄罗斯海军在里海的舰队。
里海区舰队是俄罗斯海军中最古老的褐水海军舰队，由沙皇彼得大帝于1722年11月下令成立，是俄罗斯帝国海军的一部分。1918年，该舰队被俄罗斯苏维埃联邦社会主义共和国继承，1922年被苏联继承，成为苏联海军的一部分，并于1945年被授予红旗勋章。1991年苏联解体后，里海区舰队及它大部分的船只由俄罗斯联邦继承。
里海区舰队的总部位于阿斯特拉罕，但历史上从1867年到1991年一直在巴库（现阿塞拜疆），在马哈奇卡拉（总部正在迁至那里）和卡斯皮斯克设有额外设施。现任指挥官是海军少将亚历山大·佩什科夫。它是俄罗斯南部军区的一部分。

## 成立
1722年11月，奉彼得大帝的命令，在阿斯特拉罕创建里海区舰队。它由海军上将费奥多尔·阿普拉克辛率领。它参加了1722-1723年的彼得大帝的波斯战役和1804-1813年的俄罗斯－波斯战争。在1796年的波斯远征期间协助俄罗斯帝国陆军占领了杰尔宾特和巴库。由于1813年订立的古利斯坦条约，里海舰队成为了里海里唯一的军事舰队。在1867年，巴库成为其主要基地。

## 革命时期
随着里海局势的稳定下来，里海区舰队的船只数量开始减少。到20世纪初，它拥有两艘巡逻艇和几艘武装汽船。里海区舰队的船员们积极参与了1903-1905年在巴库的革命运动，并于1917年在该地区建立了苏维埃政权。
为了支援红军，于1918年4月至6月组建了阿斯特拉罕边疆区舰队（Военный флот Астраханского края），并于同年秋季从波罗的海增援了鱼雷艇和潜艇。10月13日，苏联将其更名为阿斯特拉罕-里海区舰队（Астрахано-Каспийская военная флотилия）。1918年8月，该舰队的船只被反布尔什维克的里海舰队中央委员会独裁政权俘获，后来在穆萨瓦特政府被推翻后被苏联收复。 

## 苏联时期
1919年7月，阿斯特拉罕-里海军事舰队与伏尔加区舰队（Волжская военная флотилия）合并并更名为伏尔加-里海区舰队（Волжско-Каспийская военная флотия）。1920年5月1日，苏联建立了里海舰队，由3艘辅助巡洋舰、10艘鱼雷艇、4艘潜艇和其他舰艇组成。
与里海区舰队一起，还有驻扎在巴库的苏联阿塞拜疆的红色舰队。两支舰队都完成了从白军手中解放里海的任务。1920年7月，里海和阿塞拜疆舰队合并为里海海军（Морские Силы Каспийского моря），随后于1931年6月27日更名为里海区舰队。
在1941年至1945年的蘇德战争期间，里海舰队确保了军队、军事装备和各种货物的关键的海上运输，特别是在斯大林格勒战役和高加索战役期间。（在战争期间，一些租借法案的物资通过波斯走廊和里海运往苏联）。1945年里海舰队被授予红旗勋章。
在冷战期间，里海舰队测试了地效飞行器。

## 俄罗斯时期
1992年3月16日，里海区舰队被叶利钦领导的俄罗斯联邦国防部宣布收编。最终在同年4月16日签署协定，俄罗斯和阿塞拜疆两国各分得25%，并与哈萨克斯坦及土库曼斯坦谈判协商分割剩余相关舰艇和设施等财产。另有来源指签署协定的是由舰队原属地涉及的里海沿岸俄罗斯、立陶宛、拉脱维亚和爱沙尼亚四国平分。

## 现役舰艇
- 2艘猎豹级护卫舰，鞑靼斯坦号、达吉斯坦号（旗舰）[11]
- 3艘暴徒级小型导弹舰，阿斯特拉罕号、伏尔加顿斯克号、马哈奇卡拉号
- 3艘暴徒-M级小型导弹舰，斯维亚日斯克格勒号、乌格里奇号、大乌斯秋格号
- 1艘狼蛛级护卫舰（英语：Tarantul-class corvette）

舰队还装备了一些巡逻艇、扫雷艇、登陆艇。